# Aubigny-au-Bac
 Aubigny-au-Bac  es una población y comuna francesa, en la región de Norte-Paso de Calais, departamento de Norte, en el distrito de Douai y cantón de Arleux.

## Demografía
| 1055 | 1063 | 1077 | 1022 | 1018 | 1048 | 1041 |
| Para los censos de 1962 a 1999 la población legal corresponde a la población sin duplicidades (Fuente: INSEE [Consultar]) |      |      |      |      |      |      |